# Fa (botanika)

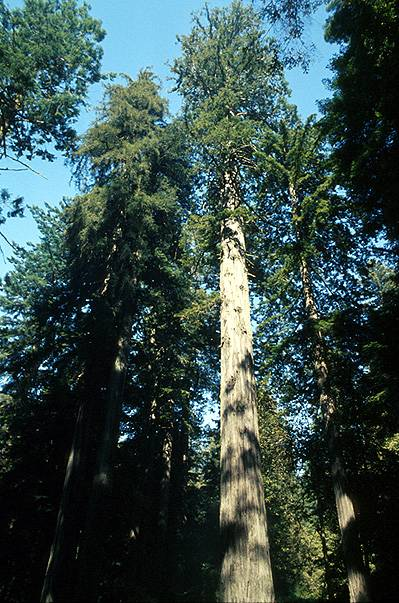
A tűlevelű örökzöld mamutfenyő nő a recens fafajok közül a legmagasabbra

Fának olyan évelő, fás szárú növényeket nevezünk, amelyek felálló, egy vagy több törzsű, koronás növények. A fa legtöbbször dús lombozattal rendelkezik. Egy adott faj mint cserje és mint fa is előfordulhat. Egy gyakori definíció szerint a fa olyan fás szárú növény, melynek egyértelmű csúcsdominanciával rendelkező központi hajtásából (törzséből) nőnek ki a fő ágai, a talaj szintje felett. 
Egyes szerzők a felnőttkorban elért minimális magasságot is meghatározzák, ez 3 métertől 6 méterig terjedhet. Mások a törzs minimálisan 10 cm-es átmérőjét (kb. 30 cm-es kerület) is megadják. Az olyan fás szárú növényeket, melyek nem felelnek meg a kritériumoknak, kis méretük vagy elágazó száruk miatt, cserjéknek nevezzük. A többi növényhez képest a fák hosszú ideig élnek, egyes példányok több ezer éves kort is megérhetnek, és eközben akár 115 méteres magasra is megnőnek.
A fák fontos részei a természeti környezetnek, mert megakadályozzák a talaj erózióját, terméseik mezőgazdasági értéke nagy lehet és esztétikai értékük is jelentős. A fák anyaga fontos nyersanyag, építőanyag. A fák fontos szerepet játszanak az oxigén termelésével, a légköri szén-dioxid megkötésével, a talajhőmérséklet mérséklésével. Különböző mítoszokban is szerepelnek.

## Mérete, élettartama
Mérete függ az élőhelytől és az időjárástól is: ugyanaz a faj megfelelő tápanyag- és vízellátással hatalmasra nőhet, míg zordabb körülmények között apró cserje marad. Az alkalmazkodás jó példái a japán bonszai dísznövények: 50 éves fák 40-50 centisre nőnek meg.
Fajtól függően 2-12 méteres kis, 20 méteres közepes és 30 méternél magasabb óriás fákká cseperedhetnek. A mamut- és duglászfenyők (Pseudotsuga sp.), valamint egyes eukaliptuszok (Eucalyptus sp.) a 100-150 métert is elérhetik. Életkoruk szintén fajtól függően 80–1300 év, kivételesen akár több ezer év is lehet.
| Növény          | Maximális élettartam (év) |
| --------------- | ------------------------- |
| Japáncédrus     | 7400                      |
| Mamutfenyő      | 6000                      |
| Majomkenyérfa   | 5000                      |
| Szálkásfenyő    | 4600                      |
| Kocsányos tölgy | 4000                      |
| Tiszafa         | 3000                      |
| Olajfa          | 2000                      |
| Ciprus          | 2000                      |
| Gyepűrózsa      | 1100                      |
| Szelídgesztenye | 1000                      |
| Mezei szil      | 1000                      |
| Platán          | 800                       |
| Vadkörte        | 700                       |
| Fekete nyár     | 500                       |
| Nagylevelű hárs | 400                       |
| Magas kőris     | 250                       |

## Részei
- Gyökér: általában a növény föld alatti része, melynek feladata a növény talajban való rögzítése, és onnan a víz, valamint a tápanyagok fölvétele.
- Fatörzs: a fák hajtásrendszerének alapja, alsó, el nem ágazó része. Talajszinti része a fa töve, innen az ágakig terjed a dereka. Fáknak általában egy erőteljes, míg cserjéknek több, viszonylag gyenge törzsük van. Kívülről a kéreg (héjkéreg) borítja, melynek felülete a fajra jellemző lehet.
- Korona: a fának a törzs fölötti ágakat és leveleket viselő hajtásrendszere.
- Ágrendszer: a háromévesnél idősebb fás elágazásokat ágaknak, a fenyők többéves, tű- és pikkelyleveles, rövid ágrészeit ágacskáknak, a kétéveseket gallyaknak, míg a lombtalan, egyéves – néha többéves –, el nem ágazó részeket vesszőknek nevezzük.[1]

## Felépítése

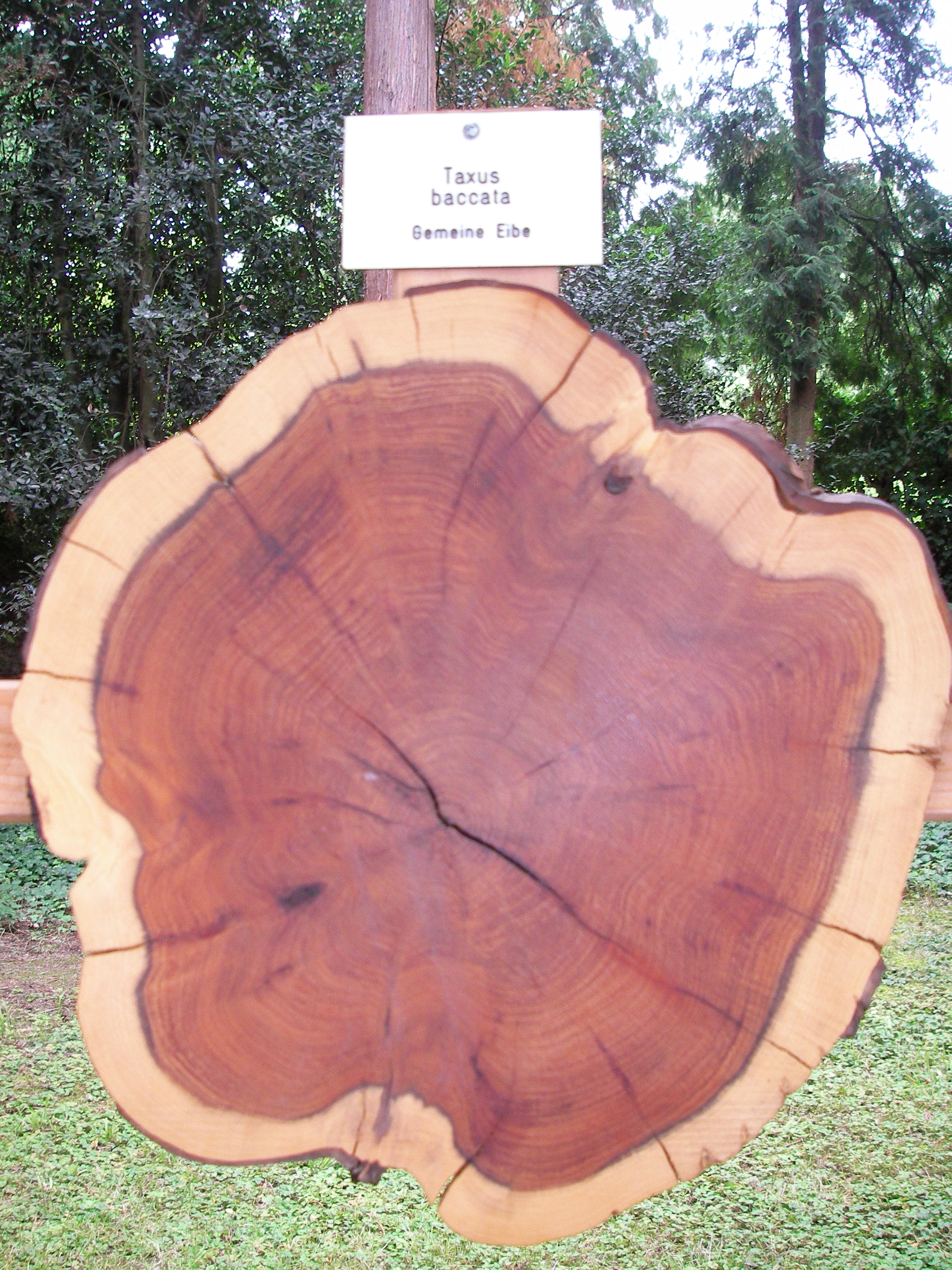
Fa évgyűrűk

A fák teste edénynyalábok rendszere, amely két szállítószövet részből áll, a farészből (xilém) és a háncsrészből (floém). A szervetlen anyagokat és a vizet a farész szállítja a levelekbe, a háncsrész pedig a felépített szerves anyagokat szállítja ellentétes irányba, a levelekből a fa többi részébe. A fák kérge és törzsének belső szövetei elhalt sejtek, amelyek évente új gyűrűt (kambium), új sejteket növesztenek a kéreg és a fatest közé, ezek az évgyűrűk. Látható évgyűrűk csak a mérsékelt égövi fásszárú növényeken keletkeznek, és megszámlálásukkal jól meghatározható azok kora. A trópusi őserdők fáinak nincsenek évgyűrűi, mert ezen az égövön az évszakok kevéssé különböznek. Egyéb taxonokat (pl. a pálmaféléket), amelyeknek nincsenek évgyűrű, nem is tekintünk valódi fáknak.
A legtöbb növényhez hasonlóan fotoszintézissel szén-dioxidot bontanak le, és az oxigén egy részét visszajuttatják a légkörbe. Gyökérrendszerük elősegíti a talajban a víz megtartását, és a talaj erózióját is gátolja. Sok állat és más élő szervezet élőhelyei és táplálékai.

## Életmódja, termőhelye
A legtöbb fafaj a trópusi esőerdőkben él; számuk a sarkvidékek felé csökken. Magyarországon valamivel több mint 100 fajuk honos. Egységnyi területen a legtöbb fafajt a malajziai Lambir Hills Nemzeti Parkban dokumentálták – ebben van egy olyan, fél négyzetkilométeres folt, amelyről 1175 fajukat írtak le.
Az egy fán élő rovarfajok száma a Délkelet-Ázsiában növő dipterokarpusz-féléken a legnagyobb: több mint ezer.

## Evolúciója
Az első, fákhoz hasonlító növények a páfrányokból fejlődtek ki; ezek még spórákkal szaporodtak. A mai fákhoz hasonló növények a devon korban (kb. 400-350 millió éve) jelentek meg nem sokkal azután, hogy az első növények kikapaszkodtak a tengerből a szárazföldre. Kialakulásuk a fotoszintézishez szükséges fényért vívott magassági verseny eredménye: azok a növények, amelyek a többiek fölé tudtak emelkedni, elfoghatták a fényt azok elől. Ehhez speciális szilárdító szövetekkel kellett erősíteniük törzsüket. Ezek anyaga lett a lignin, amellyel a növényekkel együtt a szárazföldre lépett lebontó szervezetek – baktériumok és gombák – évmilliókig nem tudtak megbirkózni. Az első fák törzse tömegesen fosszilizálódott, majd alakult kőszénné. A levegő szén-dioxid-tartalma radikálisan, egyes szerzők szerint a korábbi szint 1/80-adára esett vissza. Az első, a lignin lebontására képes és ezzel a szerves anyag körforgását a korábbi szint töredékén stabilizáló tömlősgombák a karbon időszak közepére-végére alakultak ki. A szén-dioxid fogytán csökkent a légkörben az üvegházhatás, és a meleg, párás karbon időszakot a hidegebb és szárazabb perm váltotta fel. Az első fák nagy többsége kihalt. Mintegy 300 millió éve fejlődtek ki az első nyitvatermők. A legtöbb mai faféle a zárvatermők közé tartozik; ezek a kréta időszakban (kb. 80-70 millió éve) jelentek meg.

## Rendszertani helyzete
Fák számos növénycsaládban és rendben fordulnak elő. Ennek megfelelően növekedésük módja, leveleik típusa és formája, kérgük felépítése, szaporodásuk stb. igen változatos. A Raunkiær-féle életforma-osztályozás szerint phanerophyták, azaz olyan növények, amelyek áttelelő szervei (a rügyek) a föld felett fejlődnek.